# نادي الهلال السعودي موسم 1960–61
موسم نادي الهلال السعودي لكرة القدم 1960-61 الذي يعتبر الموسم الثالث في مسيرة نادي الهلال السعودي منذ تأسيسه 1957 علي يد الشيخ عبد الرحمن بن سعيد في الرياض، بقيادة المدرب حسن سلطان كأول مدرب وطني، خلال هذا الموسم وبعد زيادة اللاعبين الجدد والذين يستقبلهم النادي يومياً نقل الشيخ عبد الرحمن من المقر القديم ومقره حي الظهيرة الخارجية (شلقا) خلف شارع الوزير (الملك فيصل حالياً) من الناحية الغربية للشارع وملاصق في جدار (مقابر شلقا) من الناحية الغربية إلى مقر آخر بجانب الأول من الناحية الشمالية الغربية وهو لا يبعد عنه سوى عشرين متراً تقريباً ولكنه أوسع فناءً وأكثر غرفاً وأيضاً تم استئجاره من نفس الشخص بأجرة ألف ريال سنوياً ونحن لا نعرف أنه ملك له أو مؤجر من قبله.تم تعيين أول مجلس لإدارة النادي ضم بين أعضائه مستشاران للمجلس وكانت هذه التسمية غير موجودة في الأندية حينها ومع بداية المشاركات الرسمية في المنطقة كتجربة عام 1380 هجرية وجاء تشكيل مجلس الإدارة من

## مجلس إدارة النادي والموظفين
| منصب          | اسم                 |
| ------------- | ------------------- |
| رئيساً         | عبد الرحمن بن سعيد  |
| نائباً للرئيس  | محمد بن غشيان       |
| أميناً للصندوق | عبد الرحمن بن شعيل  |
| عضواً          | محمد المصيبيح       |
| عضواً          | عبد العزيز أبو شنق  |
| عضواً          | فهد بن حيزان        |
| عضواً          | عبد الرحمن السماري  |
| عضواً          | عبد العزيز بن حيزان |
| عضواً          | عبد الرحمن الهايف   |
| مستشاراً       | عثمان شوقي          |
| مستشاراً       | عبد الحميد أحمد     |